# نوزومی مائدا
نوزومی مائدا (انگلیسی: Nozomi Maeda؛ زادهٔ ۱۶ ژوئن ۱۹۹۳) صداپیشه، بازیگر، و شخصیت‌های تلویزیونی در ژاپن اهل ژاپن است.